# 447 Valentine
447 Valentine (mednarodno ime je tudi 447 Valentine) je asteroid, ki kaže značilnosti tipa T in tipa D (po Tholenu), v glavnem asteroidnem pasu.

## Odkritje
Asteroid sta odkrila nemška astronoma Max Wolf (1836–1932) in Arnold Schwassmann (1870–1964) 27. oktobra 1899. Imenuje se po hčerki dobrotnika Alberta von Rotschilda.

## Značilnosti
Asteroid Valentine obkroži Sonce v 5,16 letih. Njegov tir ima izsrednost 0,040, nagnjen pa je za 4,800 ° proti ekliptiki. Njegov premer je 79,22, okrog svoje osi se zavrti v 9,651 urah.